# الشواحط (فرع العدين)

تعديل مصدري - تعديل

الشواحط محلة تابعة لقرية عراش، التابعة لعزلة الاخماس بمديرية فرع العدين إحدى مديريات محافظة إب في الجمهورية اليمنية، بلغ تعداد سكانها 176 حسب تعداد اليمن لعام 2004.